# Liste des ministres de la Fonction publique de la Communauté française de Belgique
Voici la liste des ministres de la Fonction publique de la Communauté française de Belgique depuis la création de la fonction en 1988.

## Titulaires
| Nom | Nom       | Nom                                  | Parti | Mandat                                                          | Gouvernement(s) | Portefeuille ministériel |
| --- | --------- | ------------------------------------ | ----- | --------------------------------------------------------------- | --------------- | --- |
| 1   |           | Elio Di Rupo (1951-)                 | PS    | 11 mai 1988 - 1er janvier 1994 (5 ans, 7 mois et 21 jours)      | Onkelinx I      | Ministre de l'Éducation, de l'Audiovisuel et de la Fonction publique                                                                                  |
| 2   |           | Laurette Onkelinx (1958-)            | PS    | 1er janvier 1994 - 22 juin 1995 (1 an, 5 mois et 21 jours)      | Onkelinx I      | Ministre-présidente et Ministre des Affaires sociales, de la Santé, du Tourisme, de la Fonction publique, de l'Enfance et de la Promotion de la Santé |
| 3   |           | Jean-Claude Van Cauwenberghe (1944-) | PS    | 22 juin 1995 - 22 juillet 1999 (4 ans et 1 mois)                | Onkelinx II     | Ministre du Budget, des Finances et de la Fonction publique                                                                                           |
| 4   |           | Yvan Ylieff (1941-)                  | PS    | 22 juillet 1999 - 4 avril 2000 (8 mois et 13 jours)             | Hasquin         | Ministre de la Jeunesse, de la Fonction publique et de l'Enseignement de promotion sociale                                                            |
| 5   |           | Willy Taminiaux (1939-2018)          | PS    | 4 avril 2000 - 1er janvier 2001 (8 mois et 28 jours)            | Hasquin         | Ministre de la Jeunesse, de la Fonction publique et de l'Enseignement de promotion sociale                                                            |
| 6   |           | Rudy Demotte (1963-)                 | PS    | 1er janvier 2001 - 15 juillet 2003 (2 ans, 6 mois et 14 jours)  | Hasquin         | Ministre du Budget, de la Culture, des Sports, de la Fonction publique et de la Jeunesse                                                              |
| 7   |           | Christian Dupont (1947-)             | PS    | 15 juillet 2003 - 26 juillet 2004 (1 an et 11 jours)            | Hasquin         | Ministre de la Culture, des Sports, de la Fonction publique et de la Jeunesse                                                                         |
| 8   |           | Claude Eerdekens (1948-)             | PS    | 26 juillet 2004 - 20 juillet 2007 (2 ans, 11 mois et 24 jours)  | Arena           | Ministre de la Fonction publique et des Sports |
| 9   |           | Michel Daerden (1949-2012)           | PS    | 20 juillet 2007 - 16 juillet 2009 (1 an, 11 mois et 26 jours)   | Arena           | Vice-Ministre-président et Ministre du Budget, des Finances, de la Fonction publique et des Sports                                                    |
| 9   | Demotte I | Michel Daerden (1949-2012)           | PS    | 20 juillet 2007 - 16 juillet 2009 (1 an, 11 mois et 26 jours)   |                 | Vice-Ministre-président et Ministre du Budget, des Finances, de la Fonction publique et des Sports                                                    |
| 10  |           | Jean-Marc Nollet (1970-)             | Ecolo | 16 juillet 2009 - 22 juillet 2014 (5 ans et 6 jours)            | Demotte II      | Vice-Ministre-président et Ministre de l'Enfance, de la Recherche et de la Fonction publique                                                          |
| 11  |           | André Flahaut (1955-)                | PS    | 22 juillet 2014 - 17 septembre 2019 (5 ans, 1 mois et 26 jours) | Demotte III     | Ministre du Budget, de la Fonction publique et de la Simplification administrative                                                                    |
| 12  |           | Frédéric Daerden (1970-)             | PS    | 17 septembre 2019 - 16 juillet 2024 (4 ans, 9 mois et 29 jours) | Jeholet         | Vice-Ministre-président et Ministre du Budget, de la Fonction publique, de l'Égalité des chances et de la Tutelle sur WBE                             |
| 13  |           | Jacqueline Galant (1974-)            | MR    | Depuis le 16 juillet 2024 (7 mois et 27 jours)                  | Degryse         | Ministre des Sports, de la Fonction publique, de la Simplification administrative et des Médias                                                       |